# Xã Limestone, Quận Montour, Pennsylvania
Xã Limestone (tiếng Anh: Limestone Township) là một xã thuộc quận Montour, tiểu bang Pennsylvania, Hoa Kỳ. Năm 2010, dân số của xã này là 1.066 người.